# Borriol (kommun)
Borriol är en kommun i Spanien.   Den ligger i provinsen Província de Castelló och regionen Valencia, i den östra delen av landet, 300 km öster om huvudstaden Madrid. Antalet invånare är 5 231. Arean är 62 kvadratkilometer. Borriol gränsar till Sant Joan de Moró, Vilafamés, La Pobla Tornesa, Benicàssim, L'Alcora och Castelló de la Plana. 
Terrängen i Borriol är kuperad åt nordost, men åt sydväst är den platt.